# Theodore Whitmore
Theodore Whitmore, född 5 augusti 1972, är en jamaicansk före detta fotbollsspelare (mittfältare) som mellan 1993 och 2004 spelade 104 matcher för det jamaicanska landslaget. Han deltog i VM 1998, och gjorde då två mål.